# Стефанія (рулет)
Рулет «Стефанія» (болг. Руло «Стефани», угор. Stefánia szelet або Stefánia vagdalt) — різновид м'ясного рулету з начинкою з цілих варених яєць, поширений у Болгарії та Угорщині. Як і інші м'ясні рулети, поширені в європейській кухні, він готується з рубленого м’яса (фаршу), всередину кладуть варені яйця та овочі, найчастіше моркву і солоні огірки. Під час нарізки рулету на скибки яйця надають йому характерного декоративного ефекту. В Угорщині рулет відомий під назвою «Стефанія/Штефанія». У Болгарії він з'явився в міжвоєнний період, спочатку під такими назвами, як «рулада» і «фальшивий заєць», а його сучасна назва закріпилася з 1950-х років.
Вважається, що болгари запозичили рецепт в угорців на початку XX століття.
Stefánia vagdalt — це можуть бути котлети або фрикадельки, які особливо популярні в Угорщині на Великдень через вміст варених яєць. В Угорщині зазвичай невеликі фрикадельки розплющують, надають їм форму котлет, іноді обвалюють у панірувальних сухарях і смажать у гарячому жирі або олії.
Також із фаршу за допомогою плівки або фольги формують подовгастий рулет, а потім запікають його цілим шматком у змащеній олією формі для випічки. Деякі кухарі формують рулет на фользі, а потім запікають у ній, знімаючи фольгу наприкінці, щоб поверхня рулету підрум'янилася.

## Історія

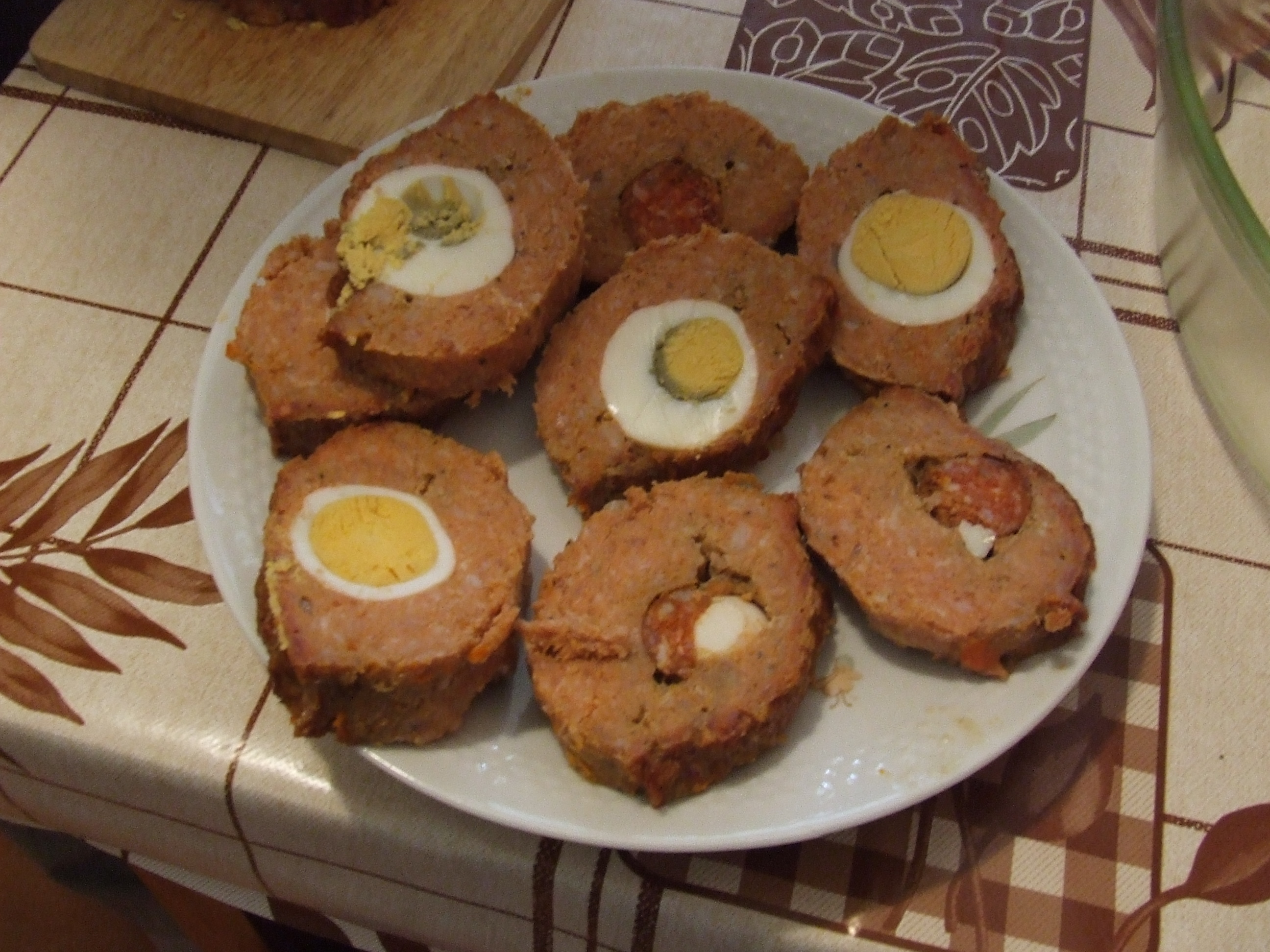
Угорський рулет Стефанія

Угорська страва була названа на честь принцеси Стефанії Бельгійської (1864—1945), вдови австрійського спадкоємця престолу Рудольфа. Принцеса Стефанія Бельгійська закохалася в угорського землевласника, члена Палати лордів і австро-угорського дипломата графа Елемера Лоньяї в 1880-х роках, але її батько, бельгійський король, і віденський двір протягом багатьох років виступали проти шлюбу з представником нижчого рангу. Проте 22 лютого 1900 року вони одружилися. В обмін на це принцеса відмовилася від свого титулу та багатства. Згодом принцеса Стефанія більшу частину часу жила в Угорщині, будучи дружиною принца Елемера Лоньяї. Він любив країну та угорську кухню і винайшов багато нових рецептів страв: одним із найвідоміших із них був рулет («м'ясний фарш») Стефанія. Існує безліч страв, приготованих «по-стефанійськи»: «Фаршироване м'ясо Стефанія», «Різотто Стефанія», «Повітряна Стефанія», «Стефанійське гніздо». Їхньою спільною рисою є те, що в них у тій чи іншій формі містяться варені яйця.